# واريس أهلواليا
واريس أهلواليا (بالإنجليزية: Waris Ahluwalia)‏ (مواليد سنة 1974 في بنجاب، الهند) هو ممثل أمريكي بدأ مسيرته الفنية سنة 2004.

## الأعمال

### أفلام
- إنسايد مان (2006)
- فندق بودابست الكبير (2014)

## وصلات خارجية
- الموقع الرسمي
- واريس أهلواليا على موقع IMDb (الإنجليزية)
- واريس أهلواليا على موقع قاعدة بيانات الأفلام العربية
- واريس أهلواليا على موقع ألو سيني (الفرنسية)
- واريس أهلواليا على موقع أول موفي (الإنجليزية)
- واريس أهلواليا على موقع قاعدة بيانات الأفلام السويدية (السويدية)
- واريس أهلواليا على موقع قاعدة بيانات الفيلم (الإنجليزية)
- واريس أهلواليا على موقع كينوبويسك (الروسية)